# Lucky Luke (postać)
Lucky Luke – postać fikcyjna, amerykański kowboj, tytułowy bohater westernowej serii komiksów Lucky Luke, stworzonej w 1946 przez belgijskiego rysownika i scenarzystę Morrisa (Maurice De Bevere), oraz jej serialowych, filmowych i komputerowych adaptacji.
Od 1955 do 1977 scenarzystą komiksów z serii, a także ich animowanych ekranizacji był francuski scenarzysta René Goscinny, autor cyklu o Mikołajku i współautor Asteriksa. Po śmierci Goscinnego scenariusze tworzyli m.in. Bob de Groot, Vicq, Xavier Fauche i Jean Léturgie (wspólnie), Lo Hartog van Banda czy Guy Vidal.
W filmach w postać Lucky Luke’a wcielali się Terence Hill, Til Schweiger i Jean Dujardin.

## Adaptacje

### Filmy fabularne
- Dzielny szeryf Lucky Luke (1991)
- Lucky Luke (2004)
- Lucky Luke(inne języki) (2009)

### Pełnometrażowe filmy animowane
- Dzielny szeryf Lucky Luke lub Miasteczko Daisy (1971)
- Lucky Luke – Ballada o Daltonach(inne języki) (1978)
- Dzielny szeryf Lucky Luke (1983)
- Lucky Luke na Dzikim Zachodzie (2007)

### Seriale
- Lucky Luke (animowany, 1984)
- Lucky Luke (fabularny, 1992)
- Nowe przygody Lucky Luke’a (animowany, 2001)